# Ундужа
Ундужа (Ундозерка, Ундукса) — река в России, протекает по Сегежскому району Республики Карелия. Впадает в озеро Выгозеро. Длина реки составляет 22 км, площадь водосборного бассейна — 82,4 км². По данным наблюдений с 1963 по 1988 годы среднегодовой расход воды в районе посёлка Вожмогора (2,4 км от устья) составляет 0,93 м³/с, минимальный приходится на март, максимальный — на май.

## Данные водного реестра
По данным государственного водного реестра России и геоинформационной системы водохозяйственного районирования территории РФ, подготовленной Федеральным агентством водных ресурсов:
- Бассейновый округ — Баренцево-Беломорский
- Речной бассейн — бассейны рек Кольского полуострова и Карелии, впадающих в Белое море
- Водохозяйственный участок — бассейн озера Выгозеро до Выгозерского гидроузла, без реки Сегежи до Сегозерского гидроузла

## Фотографии
|  |  |